# Риччи, Кристина
Кристи́на Ри́ччи (англ. Christina Ricci; род. 12 февраля 1980, Санта-Моника, Калифорния, США) — американская актриса и продюсер. Прославилась тем, что играет нестандартных персонажей с мрачным характером. Риччи является обладательницей нескольких наград, включая премию Национального совета кинокритиков США за лучшую женскую роль второго плана и премию «Спутник» за лучшую женскую роль, а также номинации на премии «Золотой глобус», «Эмми», «Независимый дух» и премии Гильдии киноактёров США.
Риччи дебютировала в кино в возрасте девяти лет в фильме «Русалки» (1990), за которым последовала роль Уэнздей Аддамс в фильме «Семейка Аддамс» (1991) и его продолжении. Последующие роли в фильмах «Каспер» (1995) и «Время от времени» (1995) принесли ей славу «кумира подростков». В 17 лет она начала играть роли, ориентированные на взрослую аудиторию; она снялась в фильме «Ледяной ветер» (1997), после чего сыграла в таких фильмах, как «Баффало-66» (1998), «Фотограф» (1998) и «Противоположность секса» (1998). Она получила признание критиков и зрителей за роли в фильмах «Сонная лощина» (1999) и «Монстр» (2003). Среди других фильмов с её участием: «Страх и ненависть в Лас-Вегасе» (1998), «Нация прозака» (2001), «Тыковка» (2002), «Кое-что ещё» (2003), «Стон чёрной змеи» (2006) и «Спиди-гонщик» (2008). Несмотря на то, что Риччи известна в основном благодаря своей работе в независимых фильмах, она снялась в многочисленных кассовых хитах — на сегодняшний день фильмы с её участием собрали в общей сумме более 1,4 миллиарда долларов.
На телевидении Риччи сыграла роль Лизы Бамп в финальном сезоне сериала «Элли Макбил» (2002) и удостоилась положительных отзывов за гостевую роль в сериале «Анатомия страсти» в 2006 году. Она также сыграла роль Мэгги Райан в сериале канала ABC «Пан Американ» (2011—2012), спродюсировала и снялась в сериалах «Хроники Лиззи Борден» (2015) и «З: Начало всего» (2017). Помимо озвучивания персонажей в нескольких анимационных фильмах, Риччи озвучивала героев видеоигр The Legend of Spyro: Dawn of the Dragon (2008) и Speed Racer: The Videogame (2008). В 2010 году она дебютировала на Бродвее в спектакле «Время остановилось».
Риччи является представителем Национальной сети по борьбе с изнасилованиями, насилием и инцестом.

## Биография
Кристина родилась в Санта-Монике, штат Калифорния 12 февраля 1980 года, она была младшей из четырёх детей Сары (урожденной Мёрдок) и Ральфа Риччи. Её мать работала моделью в Ford Models в 1960-х годах, а позже стала агентом по продаже недвижимости. У отца Кристины была разнообразная карьера, в разное время включавшая работу учителем физкультуры, юристом, наркологом и психотерапевтом, практикующим первичную терапию. По поводу своей фамилии Риччи говорила: «Итальянская кровь во мне вытеснена. В четырёх или пяти поколениях назад один итальянец женился на ирландке, и у них родились все сыновья. Потом они женились на других ирландках, у них было больше сыновей и больше ирландских женщин. Теперь я в основном шотландская ирландка».
Семья Риччи переехала в Монтклэр, штат Нью-Джерси, где она посещала начальную школу Эджмонт, среднюю школу Гленфилд, среднюю школу Монтклэр и школу Морристаун-Бирд. Позже она посещала Профессиональную детскую школу в Нью-Йорке. Родители Риччи разошлись, когда она была подростком. Она много рассказывала о своём детстве в интервью, особенно о разводе родителей и бурных отношениях с отцом.
Кристина Риччи дебютировала на большом экране в возрасте 9 лет в фильме «Русалки», где она сыграла вместе с Шер, Бобом Хоскинсом и Вайноной Райдер. Фильм пользовался большой популярностью, и Кристину пригласили на роль Уэнздей Аддамс в комедию «Семейка Аддамс» (1991). Эта роль сделала Риччи одной из самых популярных актрис-подростков. Спустя два года Кристина сыграла в продолжении этого коммерчески успешного фильма «Семейные ценности Аддамсов» (1993).
Первой взрослой актёрской работой Кристины Риччи стала роль в фильме Энга Ли «Ледяной ветер»: она сыграла взрослеющую девочку, уверенно соблазняющую двоих соседских братьев. После этой роли Риччи снялась в целом ряде фильмов, посвящённых проблемам взросления, сексуальности и самоидентификации. Среди наиболее заметных работ актрисы можно выделить её биографическую роль писательницы Элизабет Вурцель в фильме «Нация прозака», роль манипулятивной и циничной Диди в комедии «Противоположность секса», а также работу в мистическом фильме Тима Бёртона «Сонная Лощина». В последнем она сыграла вместе с Джонни Деппом, который стал её близким другом в жизни, а также партнёром ещё по двум картинам — «Страх и ненависть в Лас-Вегасе» Терри Гиллиама и «Человек, который плакал» Салли Поттер. Одной из последних заметных работ Кристины была роль любовницы героини Шарлиз Терон в нашумевшем фильме «Монстр».
В 2007 году вышла комедия «Пенелопа», в которой Риччи сыграла вместе с Джеймсом Макэвоем и Риз Уизерспун, и психологическая драма «Стон чёрной змеи» с Сэмюэлем Лероем Джексоном. Кроме того, Риччи приняла участие в проекте под названием «Белая роза», исполнив роль легендарной немецкой антивоенной активистки Софи Шолль, казнённой нацистами за подрывную деятельность в годы Второй мировой войны.

## Личная жизнь
26 октября 2013 года Кристина вышла замуж за дольщика Джеймса Хирдеджена. В начале августа 2014 года у супругов родился сын Фредди Хирдеджен. 2 июля 2020 года подала документы на развод, указав причиной непримиримые разногласия. Судебный процесс завершился спустя два года — 15 декабря 2022 г.
В августе 2021 года стало известно, что Риччи и её парень, парикмахер Марк Хэмптон, ждут ребёнка. В начале октября пара поженилась. 8 декабря 2021 года у супругов родилась дочь Клеопатра «Клео» Риччи Хэмптон.

## Фильмография
| Год          |     | Русское название                        | Оригинальное название                     | Роль                        |
| ------------ | --- | --------------------------------------- | ----------------------------------------- | --------------------------- |
| 1990         | с   | Х.Е.Л.П.                                | H.E.L.P.                                  | Оливия                      |
| 1990         | ф   | Русалки                                 | Mermaids                                  | Кейт Флэкс                  |
| 1991         | ф   | Напролом                                | The Hard Way                              | Бонни                       |
| 1991         | ф   | Семейка Аддамс                          | The Addams Family                         | Уэнздей Аддамс              |
| 1993         | ф   | Кладбищенский клуб                      | The Cemetery Club                         | Джессика                    |
| 1993         | ф   | Семейные ценности Аддамсов              | Addams Family Values                      | Уэнздей Аддамс              |
| 1995         | ф   | Каспер                                  | Casper                                    | Кэт                         |
| 1995         | ф   | Время от времени                        | Now and Then                              | юная Роберта Мартин         |
| 1995         | ф   | Тайна медвежьей горы                    | Gold Diggers: The Secret of Bear Mountain | Бет Истон                   |
| 1996         | мс  | Симпсоны                                | The Simpsons                              | Эрин                        |
| 1996         | ф   | Ублюдок из Каролины                     | Bastard Out of Carolina                   | Ди Ди                       |
| 1996         | ф   | Последний из великих королей            | The Last of the High Kings                | Эрин                        |
| 1997         | кор | Красная Шапочка                         | Little Red Riding Hood                    | Красная Шапочка             |
| 1997         | ф   | Эта дикая кошка                         | That Darn Cat                             | Пэтти Рэндалл               |
| 1997         | ф   | Ледяной ветер                           | The Ice Storm                             | Венди Худ                   |
| 1998         | ф   | Я проснулся рано в день моей смерти     | I Woke Up Early the Day I Died            | Юная проститутка            |
| 1998         | ф   | Противоположность секса                 | The Opposite of Sex                       | Диди Труитт                 |
| 1998         | ф   | Баффало-66                              | Buffalo '66                               | Лайла                       |
| 1998         | ф   | Страх и ненависть в Лас-Вегасе          | Fear and Loathing in Las Vegas            | Люси                        |
| 1998         | ф   | Солдатики                               | Small Soldiers                            | Гвенди                      |
| 1998         | ф   | Фотограф                                | Pecker                                    | Шелли                       |
| 1998         | ф   | Печаль пустыни                          | Desert Blue                               | Эли Джексон                 |
| 1999         | ф   | 200 сигарет                             | 200 Cigarettes                            | Вэл                         |
| 1999         | ф   | Мест нет                                | No Vacancy                                | Лиллиан                     |
| 1999         | ф   | Сонная Лощина                           | Sleepy Hollow                             | Катрина Энн Ван Тассел      |
| 2000         | ф   | Спаси и сохрани                         | Bless the Child                           | Чери Пост                   |
| 2000         | ф   | Человек, который плакал                 | The Man Who Cried                         | Сьюзи                       |
| 2001         | ф   | Парень хоть куда                        | All Over the Guy                          | Райана Уайкофф              |
| 2001         | ф   | Нация прозака                           | Prozac Nation                             | Элизабет Вурцель            |
| 2002         | тф  | Проект Ларами                           | The Laramie Project                       | Ромейн Паттерсон            |
| 2002         | ф   | Тыковка                                 | Pumpkin                                   | Кэроллин Мак Даффи          |
| 2002         | ф   | Найти Алису                             | Miranda                                   | Миранда                     |
| 2002         | с   | Малкольм в центре внимания              | Malcolm in the Middle                     | Келли                       |
| 2002         | с   | Элли Макбил                             | Ally McBeal                               | Лиза Бамп                   |
| 2003         | ф   | Город проклятых                         | The Gathering                             | Кэсси Грант                 |
| 2003         | ф   | Кое-что ещё                             | Anything Else                             | Аманда Чейз                 |
| 2003         | ф   | Две жизни Грея Эванса                   | I Love Your Work                          | Шэйна                       |
| 2003         | ф   | Монстр                                  | Monster                                   | Селби Уолл                  |
| 2005         | ф   | Оборотни                                | Cursed                                    | Элли                        |
| 2005         | с   | Джоуи                                   | Joey                                      | Мэри Тереза                 |
| 2006         | с   | Анатомия страсти                        | Grey’s Anatomy                            | Ханна Дэвис                 |
| 2006         | ф   | Пенелопа                                | Penelope                                  | Пенелопа Уилхерн            |
| 2006         | ф   | Стон чёрной змеи                        | Black Snake Moan                          | Рэя                         |
| 2006         | ф   | Дом храбрых                             | Home of the Brave                         | Сара Скивино                |
| 2008         | ф   | Спиди-гонщик                            | Speed Racer                               | Трикси                      |
| 2008         | ки  | Speed Racer: The Videogame              | Speed Racer: The Videogame                | Трикси                      |
| 2008         | ки  | The Legend of Spyro: Dawn of the Dragon | The Legend of Spyro: Dawn of the Dragon   | Синдер                      |
| 2009         | ф   | Нью-Йорк, я люблю тебя                  | New York, I Love You                      | Камилла                     |
| 2009         | с   | Спасите Грейс                           | Saving Grace                              | офицер Эбби Чарльз          |
| 2009         | ф   | В любви все средства хороши             | All’s Faire in Love                       | Кейт                        |
| 2009         | ф   | Жизнь за гранью                         | After.Life                                | Анна Тейлор                 |
| 2010         | кор | Калифорнийский романс                   | California Romanza                        | Лена                        |
| 2010         | мф  | Альфа и Омега: Клыкастая братва         | Alpha and Omega                           | Лилли                       |
| 2011         | с   | C.S.I.: Место преступления              | CSI: Crime Scene Investigation            | Кэрри                       |
| 2011         | ф   | Баки Ларсон: Рождённый быть звездой     | Born to Be a Star                         | Кети                        |
| 2011—2012    | с   | Пан Американ                            | Pan Am                                    | Мэгги                       |
| 2012         | ф   | Война цветов                            | War Flowers                               | Сарабетт Эллис              |
| 2012         | ф   | Милый друг                              | Bel Ami                                   | Клотильда де Марель         |
| 2012         | с   | Хорошая жена                            | The Good Wife                             | Тереза Додд                 |
| 2013         | ф   | Жизненный опыт                          | Around the Block                          | Дино Чалмерс                |
| 2013         | мф  | Смурфики 2                              | The Smurfs 2                              | Заноза                      |
| 2014         | ф   | Лиззи Борден взяла топор                | Lizzie Borden Took an Ax                  | Лиззи Борден                |
| 2015         | с   | Хроники Лиззи Борден                    | The Lizzie Borden Chronicles              | Лиззи Борден                |
| 2015—2017    | с   | З: Начало всего                         | Z: The Beginning of Everything            | Зельда Сейр Фицджеральд     |
| 2020—2020    | с   | 50 штатов страха                        | 50 States of Fright                       | Битси                       |
| 2021         | ф   | Матрица: Воскрешение                    | The Matrix Resurrections                  | Гвин де Вер                 |
| 2021         | ф   | Любовь по ту сторону                    | Here After                                | Скарлетт                    |
| 2021         | с   | Шершни                                  | Yellowjackets                             | Мисти                       |
| 2022         | ф   | Чудовище                                | Monstrous                                 | Лаура                       |
| 2022 — н. в. | с   | Уэнздей                                 | Wednesday                                 | Мэрилин Торнхилл            |
| 2024         | мс  | Бэтмен: Крестоносец в плаще             | Batman: Caped Crusader                    | Селина Кайл / Женщина-кошка |
| 2025         | ф   | Взвести курки                           | Guns Up                                   | Элис Хейз                   |

## Награды и номинации
| Награды и номинации                   | Награды и номинации | Награды и номинации                                 | Награды и номинации                         | Награды и номинации |
| Награда                               | Год                 | Категория                                           | Фильм                                       | Итог                |
| ------------------------------------- | ------------------- | --------------------------------------------------- | ------------------------------------------- | ------------------- |
| Сатурн                                | 1993                | Лучший молодой актёр                                | Семейка Аддамс                              | Номинация           |
| Сатурн                                | 1994                | Лучший молодой актёр                                | Семейные ценности Аддамсов                  | Номинация           |
| Сатурн                                | 1996                | Лучший молодой актёр                                | Каспер                                      | Победа              |
| Сатурн                                | 2000                | Лучшая актриса                                      | Сонная Лощина                               | Победа              |
| American Comedy Awards                | 1999                | Самая смешная женская роль в кинофильме             | Противоположность секса                     | Номинация           |
| B-Movie Film Festival                 | 2000                | Лучшее камео                                        | Я проснулся рано в день моей смерти         | Победа              |
| Blockbuster Entertainment Awards      | 2000                | Любимая актриса: Фильм ужасов                       | Сонная Лощина                               | Победа              |
| Blockbuster Entertainment Awards      | 2001                | Любимая актриса: Саспенс                            | Спаси и сохрани                             | Победа              |
| Chlotrudis Awards                     | 1998                | Лучшая актриса второго плана                        | Ледяной ветер                               | Номинация           |
| Chlotrudis Awards                     | 1999                | Лучшая актриса                                      | Противоположность секса Баффало-66          | Номинация           |
| CineVegas International Film Festival | 2006                | Half-Life Award                                     |                                             | Победа              |
| Эмми                                  | 2006                | Лучшая приглашенная актриса в драматическом сериале | Анатомия страсти                            | Номинация           |
| Florida Film Critics Circle Awards    | 1999                | Лучшая актриса второго плана                        | Баффало-66 Противоположность секса Фотограф | Победа              |
| Золотой глобус                        | 1999                | Лучшая женская роль (комедия или мюзикл)            | Противоположность секса                     | Номинация           |
| Независимый дух                       | 1999                | Лучшая женская роль                                 | Противоположность секса                     | Номинация           |
| Kids' Choice Awards                   | 1998                | Blimp Award                                         | Эта дикая кошка                             | Номинация           |
| MTV Movie Awards                      | 2004                | Лучший поцелуй                                      | Монстр                                      | Номинация           |
| Национальный совет кинокритиков США   | 1998                | Лучшая актриса второго плана                        | Противоположность секса                     | Победа              |
| Спутниковая Победа                    | 1999                | Лучшая женская роль комедия или мюзикл              | Противоположность секса                     | Победа              |
| Seattle International Film Festival   | 1998                | Лучшая актриса                                      | Противоположность секса Баффало-66          | Победа              |
| ShoWest Convention                    | 1995                | Звезда года                                         |                                             | Победа              |
| Teen Choice Awards                    | 1999                | Выбор актрисы                                       |                                             | Номинация           |
| Teen Choice Awards                    | 2000                | Выбор актрисы                                       | Сонная Лощина                               | Номинация           |
| Teen Choice Awards                    | 2002                | Выбор киноактрисы: Кинокомедия                      | Тыковка                                     | Номинация           |
| Teen Choice Awards                    | 2008                | Выбор киноактрисы: Экшн                             | Спиди-гонщик                                | Номинация           |
| Молодой актёр                         | 1991                | Лучшая молодая актриса второго плана                | Русалки                                     | Победа              |
| Молодой актёр                         | 1993                | Лучшая молодая актриса                              | Семейка Аддамс                              | Номинация           |
| Молодой актёр                         | 1996                | Лучшая молодая актриса в главной роли               | Каспер                                      | Номинация           |
| Молодой актёр                         | 1996                | Лучший молодёжный актёрский ансамбль                | Время от времени                            | Номинация           |
| Молодой актёр                         | 1998                | Лучшая молодая актриса                              | Эта дикая кошка                             | Номинация           |
| Молодой актёр                         | 1998                | Лучшая молодая актриса второго плана                | Ледяной ветер                               | Номинация           |
| Молодой актёр                         | 2000                | Лучшая молодая актриса                              | Сонная Лощина                               | Номинация           |
| Молодой Голливуд                      | 2001                | Hottest, Coolest Young Veteran                      |                                             | Победа              |
| YoungStar Awards                      | 1998                | Лучшая молодая актриса в фильме-драме               | Ледяной ветер                               | Номинация           |
| YoungStar Awards                      | 1998                | Лучшая молодая актриса в кинокомедии                | Противоположность секса                     | Победа              |